# Alata
Alata – miejscowość i gmina we Francji, w regionie Korsyka, w departamencie Korsyka Południowa.
Według danych na rok 1990 gminę zamieszkiwało 2077 osób, a gęstość zaludnienia wynosiła 68 osób/km².